# Лейк-Телемарк (Нью-Джерсі)
Лейк-Телемарк (англ. Lake Telemark) — переписна місцевість (CDP) в США, в окрузі Морріс штату Нью-Джерсі. Населення — 1172 особи (2020).

## Географія
Лейк-Телемарк розташований за координатами 40°57′37″ пн. ш. 74°29′51″ зх. д. / 40.96028° пн. ш. 74.49750° зх. д. (40.960346, -74.497426).  За даними Бюро перепису населення США в 2010 році переписна місцевість мала площу 5,85 км², з яких 5,70 км² — суходіл та 0,15 км² — водойми.

## Демографія
Згідно з переписом 2010 року, у переписній місцевості мешкало 1255 осіб у 439 домогосподарствах у складі 359 родин. Густота населення становила 215 осіб/км².  Було 464 помешкання (79/км²).
Расовий склад населення:
| - 93,8 % — білих - 1,8 % — азіатів - 1,7 % — чорних або афроамериканців - 0,1 % — корінних американців - 1,1 % — осіб інших рас |

До двох чи більше рас належало 1,6 %. Частка іспаномовних становила 4,2 % від усіх жителів.
За віковим діапазоном населення розподілялося таким чином: 25,4 % — особи молодші 18 років, 64,0 % — особи у віці 18—64 років, 10,6 % — особи у віці 65 років та старші. Медіана віку мешканця становила 40,9 року. На 100 осіб жіночої статі у переписній місцевості припадало 105,1 чоловіків;  на 100 жінок у віці від 18 років та старших — 97,9 чоловіків також старших 18 років.
Середній дохід на одне домашнє господарство  становив 106 193 долари США (медіана — 105 417), а середній дохід на одну сім'ю — 122 307 доларів (медіана — 110 855). За межею бідності перебувало 6,3 % осіб, у тому числі 0,0 % дітей у віці до 18 років та 0,0 % осіб у віці 65 років та старших.
Цивільне працевлаштоване населення становило 743 особи. Основні галузі зайнятості: освіта, охорона здоров'я та соціальна допомога — 30,8 %, виробництво — 20,6 %, роздрібна торгівля — 9,4 %, фінанси, страхування та нерухомість — 8,5 %.